# Otumoetai
Otumoetai  est une banlieue de la cité de Tauranga dans la  Baie de l’Abondance ou Bay of Plenty dans l’île du Nord de la Nouvelle-Zélande.

## Situation
La « péninsule d’Otumoetai » comprend à la fois la banlieue d’Otumoetai et les environs avec les banlieues de Matua et Bellevue.

## Toponymie
Le nom est supposé se traduire par "eaux calmes (Peaceful Waters)" à partir du langage Maori , dans la mesure où le marais salant de Matua et le mouillage de Tauranga Harbour bordent la localité de Otumoetai. 
Le Ministère de la Culture et du Patrimoine  de Nouvelle-Zélande donne la traduction : « endroit où la marée reste calme comme endormie » pour le terme de Ōtǖmoetai.

## Histoire
Avant l’année 1950, Otumoetai était largement constitué de vergers et de fermes, mais ensuite la construction des maisons a commencé au niveau de la banlieue de Brookfield, du centre de la localité d’Otumoetai et de la « pointe de Pillans ».
À la suite de cela la banlieue a commencé à prendre forme et en 1990 et la dernière pièce de terres, qui restait dans la banlieue fut lotie pour la construction de maisons.
Au XXIe siècle, la banlieue est en cours d’intensification avec la construction d’immeubles d’appartements.

## Éducation
Otumoetai  a  deux écoles primaires, publiques, mixtes, pour les élèves allant de l’année 1 à 6,  nommées: 
- L’école d’ « Otumoetai Primary School »[2] , [3]  avec un effectif de 525 élèves[4].

- et l’école « Pillans Point School »[5] , [6] avec un effectif de 423 élèves[7].

- Les collèges :collège d’Otumoetai (en) et Otumoetai Intermediate (en) sont en fait localisés dans la banlieue voisine de Bellevue.